# Ice Lake
Ice Lake è il nome in codice dei processori Intel di decima generazione basati sulla nuova microarchitettura Sunny Cove. Ice Lake è prodotto sulla seconda generazione del processo a 10 nm di Intel, 10 nm +, diventando così la seconda microarchitettura Intel a essere prodotta col processo a 10 nm dopo il lancio limitato di Cannon Lake nel 2018. Le CPU Ice Lake sono vendute insieme alle CPU Comet Lake a 14 nm come "Core di decima generazione"

## Storia e caratteristiche dell'architettura
Ice Lake è stato progettato dal team di progettazione dei processori Intel in Israele, ad Haifa. Intel ha rilasciato i dettagli di Ice Lake durante la "Intel Architecture Day" a dicembre 2018, affermando che il core Ice Lake di Sunny Cove si sarebbe concentrato su prestazioni single-thread, nuove istruzioni e miglioramenti della scalabilità. Intel ha affermato che i miglioramenti delle prestazioni sarebbero stati raggiunti rendendo il nucleo "più profondo, più ampio e più intelligente". Ice Lake è basato sulla microarchitettura Sunny Cove; presenta un aumento del 50% delle dimensioni della cache di dati L1, cache L2 più grande (dimensioni dipendenti dal prodotto), cache μOP più grande e TLB più grande. Anche il core è aumentato in larghezza, aumentando le unità di esecuzione da 8 a 10 e raddoppiando la larghezza di banda della cache L1. Anche la larghezza di allocazione è aumentata da 4 a 5. Lo schema di paging a 5 livelli supporta uno spazio di indirizzi lineari fino a 57 bit e uno spazio di indirizzi fisici fino a 52 bit, aumentando la dimensione massima di memoria virtuale dai precedenti 256 TeraBytes fino a 4 PetaBytes, e la memoria fisica indirizzabile a 4 PetaBytes, rispetto ai precedenti 64 TeraBytes. Ice Lake presenta la grafica Intel Gen11, portando il numero di unità di esecuzione (EU) a 64, dai precedenti 24 o 48 della passata generazione, raggiungendo oltre 1 teraFLOP di prestazioni di calcolo. Ogni Eu supporta 7 thread, il che significa che il design ha 512 pipeline. Ad alimentare queste EU è una cache L3 da 3 MB, un aumento di quattro volte rispetto alla Gen9.5, insieme alla maggiore larghezza di banda di memoria LPDDR4X su piattaforme mobili a bassa potenza. La grafica Gen11 introduce anche il rendering basato su tile e il Coarse Pixel Shading (CPS), l'implementazione Intel di VRS (shading a velocità variabile). L'architettura include anche un nuovissimo design dell'encoder HEVC. Il 1 agosto 2019, Intel ha rilasciato le specifiche delle CPU Ice Lake -U e -Y. Le CPU della serie Y hanno perso il suffisso -Y e la denominazione m3 - ora Intel utilizza un numero finale prima del tipo di GPU per indicare il consumo del processore: 0 corrisponde a 9 Watt, 5 a 15 Watt e 7 a 28 Watt. Inoltre, i primi due numeri nel numero di modello corrispondono alla generazione del chip, mentre il terzo numero determina la famiglia di appartenenza della CPU (i3, i5, eccetera.); quindi, un 1035G7 sarebbe un Core i3 di decima generazione con un consumo di 15 Watt e una GPU G7. I preordini dei laptop equipaggiati con CPU Ice Lake sono iniziati ad agosto 2019, seguiti da spedizioni a settembre.

## Modifiche dell'architettura rispetto alle precedenti microarchitetture Intel

### CPU
- In media aumento del 18% di IPC rispetto a Skylake in esecuzione alla stessa frequenza e configurazione di memoria
- Cache L1 istruzione/dati: 32 KB / 48 KiB; Cache L2: 512 KiB
- Dynamic Tuning 2.0 che consente alla CPU di rimanere più a lungo sulle frequenze turbo
- Sei nuovi sottoinsiemi di istruzioni AVX-512: VPOPCNTDQ, VBMI2, BITALG, VPCLMULQDQ, GFNI e VAES
- Intel Deep Learning Boost, utilizzato per l'accelerazione del Machine Learning/Intelligenza artificiale basato sull'Inferenza

### GPU
- GPU Intel con un massimo di 64 unità di esecuzione; output di visualizzazione 4K @ 120 Hz, 5K, 8K
- Variable Rate Shading
- DisplayPort 1.4a con Display Stream Compression; HDMI 2.0b
- Fino a 1,15 TFLOP di prestazioni computazionali
- Due pipeline per la codifica HEVC a 10 bit, supporto di due stream 4K60 4:4:4 contemporaneamente o uno 8K30 4:2:2

### Package
- Transistor a 10 nm +
- Nuovo controller di memoria con supporto DDR4 3200 e LPDDR4X 3733
- Supporto integrato per Wi-Fi 6 ( 802.11ax)
- Supporto per Thunderbolt 3

## Lista di CPU Ice Lake

### Processori Mobile
| Processore | Modello | Core (Thread) | CPU clock rate di base | Turbo clock rate Num di core usati | Turbo clock rate Num di core usati | Turbo clock rate Num di core usati | GPU       | GPU | GPU                | Cache L3 | TDP | cTDP | cTDP | Prezzo |
| Processore | Modello | Core (Thread) | CPU clock rate di base | 1                                  | 2                                  | 4                                  | Serie     | EU  | Clock rate massimo | Cache L3 | TDP | Up   | Down | Prezzo |
| ---------- | ------- | ------------- | ---------------------- | ---------------------------------- | ---------------------------------- | ---------------------------------- | --------- | --- | ------------------ | -------- | --- | ---- | ---- | ------ |
| Core i7    | 1068G7  | 4 (8)         | 2.3 GHz                | 4.1                                |                                    | 3.6                                | Iris Plus | 64  | 1.1 GHz            | 8 MiB    | 28W | 28W  |      |        |
| Core i7    | 1065G7  | 4 (8)         | 1.3 GHz                | 3.9                                |                                    | 3.5                                | Iris Plus | 64  | 1.1 GHz            | 8 MiB    | 15W | 25W  | 12W  |        |
| Core i7    | 1060G7  | 4 (8)         | 1.0 GHz                | 3.8                                |                                    | 3.4                                | Iris Plus | 64  | 1.1 GHz            | 8 MiB    | 9W  | 12W  |      |        |
| Core i5    | 1035G7  | 4 (8)         | 1.2 GHz                | 3.7                                |                                    | 3.3                                | Iris Plus | 64  | 1.05 GHz           | 6 MiB    | 15W | 25W  | 12W  |        |
| Core i5    | 1035G4  | 4 (8)         | 1.1 GHz                | 3.7                                |                                    | 3.3                                | Iris Plus | 48  | 1.05 GHz           | 6 MiB    | 15W | 25W  | 12W  |        |
| Core i5    | 1035G1  | 4 (8)         | 1.0 GHz                | 3.6                                |                                    | 3.3                                | UHD       | 32  | 1.05 GHz           | 6 MiB    | 15W | 25W  | 13W  |        |
| Core i5    | 1030G7  | 4 (8)         | 0.8 GHz                | 3.5                                |                                    | 3.2                                | Iris Plus | 64  | 1.05 GHz           | 6 MiB    | 9W  | 12W  |      |        |
| Core i5    | 1030G4  | 4 (8)         | 0.7 GHz                | 3.5                                |                                    | 3.2                                | Iris Plus | 48  | 1.05 GHz           | 6 MiB    | 9W  | 12W  |      |        |
| Core i3    | 1005G1  | 2 (4)         | 1.2 GHz                | 3.4                                | 3.4                                | N.D.                               | UHD       | 32  | 0.9 GHz            | 4 MiB    | 15W | 25W  | 13W  |        |
| Core i3    | 1000G4  | 2 (4)         | 1.1 GHz                | 3.2                                | 3.2                                | N.D.                               | Iris Plus | 48  | 0.9 GHz            | 4 MiB    | 9W  | 12W  |      |        |
| Core i3    | 1000G1  | 2 (4)         | 1.1 GHz                | 3.2                                | 3.2                                | N.D.                               | UHD       | 32  | 0.9 GHz            | 4 MiB    | 9W  | 12W  |      |        |